# هوکس میلز (ویرجینیای غربی)
هوکس میلز (به انگلیسی: Hooks Mills) یک منطقهٔ مسکونی در ایالات متحده آمریکا است که در شهرستان همپشر، ویرجینیای غربی واقع شده‌است. هوکس میلز ۲۶۵ متر بالاتر از سطح دریا واقع شده‌است.